# Калья
Ка́лья (рос. Калья) — селище у складі Сєвероуральського міського округу Свердловської області.
Населення — 5604 особи (2010, 6787 у 2002).
До 12 жовтня 2004 року селище мало статус селища міського типу.